# Майстерня столярна друкарська

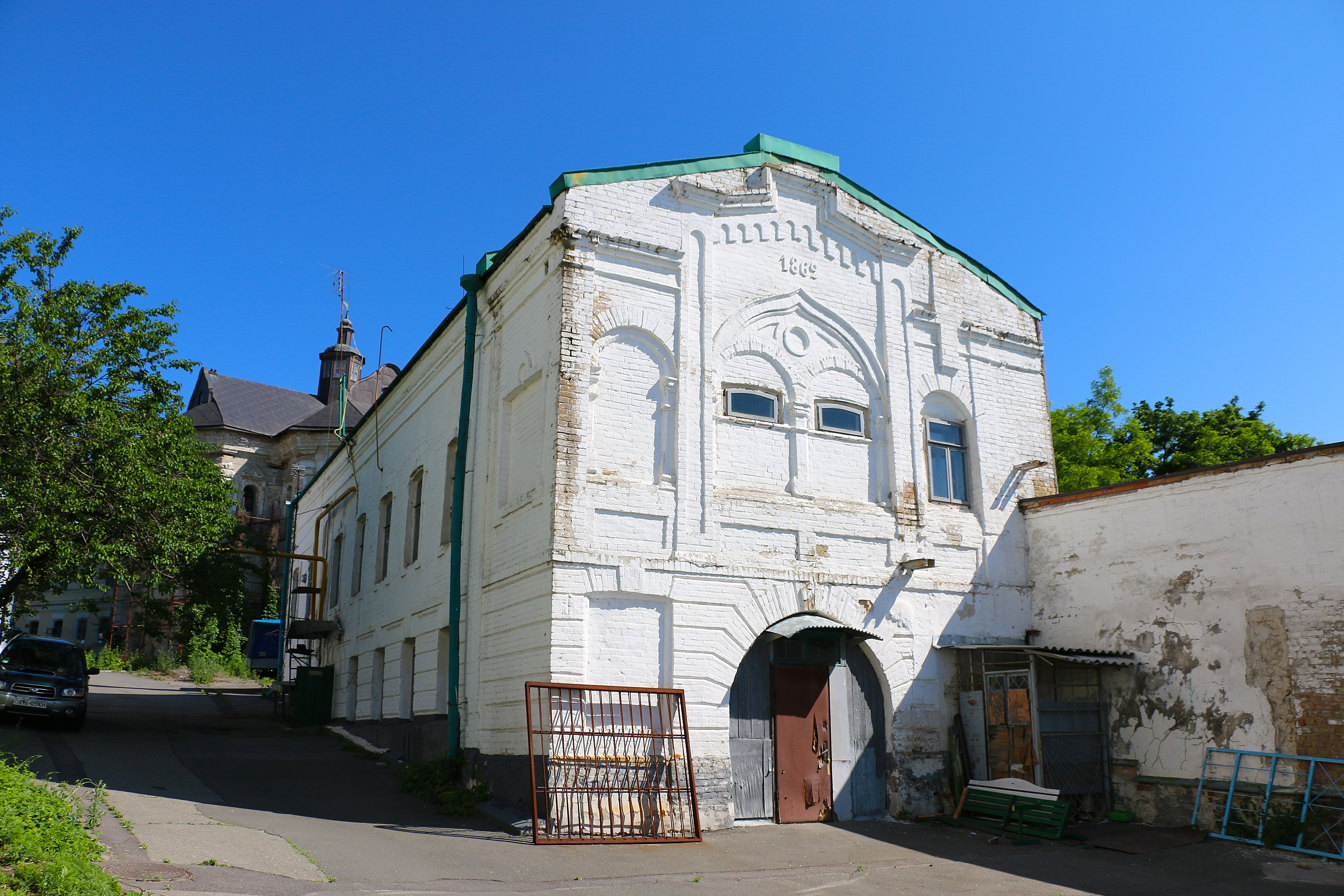

Майстерня столярна друкарська Києво-Печерської лаври — пам'ятка архітектури національного значення (охоронний № 4/109, корпус № 100). Споруджена наприкінця 18 ст., добудовувалася у 19 ст.

## Коротка історія
У кінці 18 століття друкарська майстерня розміщувалася в окремій споруді, яка первісно була одноповерховою. Перебудована у 1830-х роках. 
1862 року за проектом військового інженера Г. Водоп'янова здійснено надбудову другого поверху. В 1890-х роках плаский дах перероблено на двосхилий, проведено ремонт приміщення.
З 1926 року – підсобна майстерня заповідника, 1939 року передана у відання Центрального історичного музею ім. Т. Шевченка, впродовж 1941-43 рр. зазнала значних пошкоджень, відремонтована 1947 року. У середині 1950-х років обладнана під котельню та насосну.

## Архітектура
Двоповерхова з підвалом, цегляна, пофарбована, у плані прямокутна, вкрита двосхилим дахом з бляшаною покрівлею. Перекриття пласкі, сходи металеві.
Оформлена еклектично. Перший поверх вирішено під впливом класицизму: оздоблено дощаним рустом; прямокутні віконні прорізи прикрашено замковими каменями. В оздобленні другого поверху використано готично-романські мотиви. Вхід до будинку в центрі південного фасаду оформлено широким стрілчастим арковим отвором. Над ним на другому поверсі над кільовою нішею викладено цеглою дату надбудови – «1862».
Разом зі словолитнею входить до комплексу Лаврської друкарні, є невід'ємною складовою історичної забудови монастиря.